# Dzierzby Włościańskie
Dzierzby Włościańskie [ˈd͡ʑɛʐbɨ vwɔɕˈt͡ɕaɲskʲɛ] est un village polonais de la gmina de Jabłonna Lacka dans le powiat de Sokołów et dans la voïvodie de Mazovie, au centre-est de la Pologne.